# Университет Гренобль 3
Университет Гренобль 3 имени Стендаля (фр. Université Stendhal-Grenoble 3) — французский университет, относящийся к академии Гренобль. Основан в 1970 году. Назван в честь французского писателя Стендаля. С 2016 года входит в состав объединённого Университета Гренобль-Альпы.

## История
История университета начинается в 1339 году с открытия университета Гренобля, который состоит из четырёх факультетов: медицина, каноническое право, гражданское право и филология. Вследствие майских волнений 1968 года университет Гренобля расформировывается на три узкоспециализированных университета: Гренобль 1, Гренобль 2 и Гренобль 3. В начале XIX века Наполеон создаёт императорский университет. Гренобль становится штаб-квартирой академии, которая объединяет в 1879 году юридические и гуманитарные науки, полностью независимые друг от друга и находящихся под опекой ректора. Созданный Третьей Республикой, университет Гренобля насчитывал 560 студентов в конце XIX века. Бывший Институт электротехники стал политехнический Институт Гренобля. В 1898 году начинаются первый попечительный совет и помощь, в результате внедрения Института Фонетики (1904 г.) Теодора Россе, а затем Института географии Альп (1908). В 1906 году филологический Факультет поддерживает Жюльена Люшера, преподавателя русского языка и итальянской литературы, который создал французский Институт во Флоренции, которым он руководил до 1918 года. Она также обеспечивает «опеки» — институты, французский, Неаполь, Рим. До 1960-х годов численность сотрудников университета увеличивается в соответствии с возможностями принимать студентов в заведение живущих в окружностях Гренобля : 3 950 студентов, в 1946 году-4 378 в 1955 году и 7 740 в 1960 году. С 1960 по 1971 год общее число студентов достигло до 25 тысяч студентов.
В рамках схемы «Университет 2000» университет Гренобль-3 управляет с 1996 года двумя новыми учреждениями, расположенные на кампусе, Дом Языков (Maison des langues) и Культур, а другой — в Эшироль, Институт связи и средств массовой информации.
С момента создания Гренобль-III открывает новые области и новые возможности, о науках и языках, коммуникации и прикладные иностранные языки (LEA).

## Структура
В состав университета входит 5 факультетов, межфакультетный департамент иностранных языков и докторская школа.
Факультеты:
- Факультет английского языка.
- Факультет языков, литературы и иностранных цивилизаций.
- Факультет филологии и искусства.
- Факультет наук о коммуникациях.
- Факультет лингвистики.

## Президенты
- Бернар Мьеж[фр.] (1989—1994)
- Андре Сиганос (1994—1999)
- Лиз Дюмаси (1999—2004, 2008—2016)
- Патрик Шезо (2004—2008)